# Чейсі Лейн
Че́йсі Лейн (англ. Chasey Lain; нар. 7 грудня 1971, Коко-Біч, Флорида, США) — американська порноакторка, сценаристка та кіноакторка. Стала відомою головними ролями у багатьох еротичних і порнографічних фільмах.

## Життєпис
Народилася 7 грудня 1971 року у Флориді, США.
У 1998 році народила сина Томаса.

### Порноіндустрія
Вперше знялася в у 1991 році у порнофільмі «Дикі серцем» (англ. Wild at Heart). У 1993 році зіграла свою першу роль у жорсткому порно. Фільм «The Original Wicked Woman», створеному порностудією Wicked Pictures.
У 1994 році уклала контракт з порностудією Vivid Entertainment. Після зйомок у порнофільмах «Chasey Loves Rocco» і «Chasey Saves the World» стала ще більше знаменитою.
Подальшим розвитком  була головна роль у лесбійському мінісеріалі «Chasin' Pink series». У 2002 році знялася в останньому фільмі «Chasin' Pink 6» і вирішила покинути порноіндустрію.
Після двох років перерви знялася у порнофільмі «Chasey's Back». У 2005 році — «Чорне в білому» (англ. Black in White 2), у своїй першій сцені міжрасового сексу з порноактором «Містером Маркусом».
Американський рок-гурт The Bloodhound Gang присвятив їй пісню — Ballad of Chasey Lain, альбом «Hooray for Boobies» трек № 7.

## Фільмографія
- Totally Nude Gymnastics (1994)
- Cum to Me (Cum to Me) (1995)
- Girls Loving Girls (1996)
- View Point (1996)
- Капітан Оргазмо (Orgazmo) (1997)
- Його гра (He Got Game) (1998)
- Deep Inside Chasey Lain (2002)
- Самайн (Evil Breed: The Legend of Samhain) (2003)
- Lust Connection (ТВ) (2005)
- All-Girl Pussy Parade 2 (2006)
- Lez B Friends (2006)
- X-Rated MILFS (2006)

## Нагороди
- 1995 Hot d'Or Best American new Starlet[4]
- 2003 AVN Awards — «Hall of Fame»